# Team Ninja
Team Ninja (яп. チームニンジャ) (стилізовано під Team NINJA) — японський розробник відеоігор та підрозділ Koei Tecmo, заснований у 1995 році як частина Tecmo. Раніше підрозділ очолював Томонобу Ітагакі, пізніше Йосуке Хаясі, найбільш відомий завдяки серіям екшен-пригод Ninja Gaiden та серії файтингів Dead or Alive.

## Історія
Команда Ninja була сформована Томонобу Ітаґакі з групи ігрових дизайнерів, що працювали у Tecmo спеціально з метою створення домашніх версій файтингів Dead or Alive та її продовження, Dead or Alive 2. У 2008 році Microsoft Game Studios опублікувала екшн-пригодницьку гру Ninja Gaiden II для платформи Xbox 360, що робить її першою грою, створеною Team Ninja, яку Tecmo не опублікувала; Пізніше Tecmo Koei випустили вдосконалену версію Ninja Gaiden II на PlayStation 3 під назвою Ninja Gaiden Sigma 2.
3 червня 2008 року Ітагакі оголосив, що покине Tecmo та Team Ninja 1 липня 2008 року, посилаючись на труднощі у відносинах з компанією. У цій самій заяві, в якій він заявив про свою відставку, він також оголосив, що подає позов проти Tecmo за невиплачені бонуси за його роботу над Dead or Alive 4 для Xbox 360. Пізніше повідомлялося, що він був звільнений з Tecmo 18 червня 2008 року в помсту за його позов. Багато його колег з команди Team Ninja також звільнилися, щоб приєднатися до його нової команди розробників ігор, Valhalla Game Studios. Деякі колишні працівники Team Ninja також допомогли з Teenage Mutant Ninja Turtles: Smash-Up від Ubisoft.
У 2009 році було оголошено про злиття компаній Tecmo та Koei. Новостворена компанія Koei Tecmo офіційно розпустила Tecmo у 2010 році. Роком пізніше всі активи Tecmo, включно з інтелектуальною власністю, дочірніми компаніями та підрозділами, були поглинуті Koei Tecmo. Team Ninja продовжила існувати як дочірня студія Koei Tecmo.
Team Ninja також працювали над кількома іграми для платформи Nintendo. У 2010 році Team Ninja спільно розробила нову екшн-пригодницьку гру Metroid для консолі Wii від Nintendo під назвою Metroid: Other M (ігрова сцена від Other M пізніше з'явилася в Dead or Alive: Dimensions). Хоча компанія SEGA AM2 була добре відома своєю розробкою серії ігор Dead or Alive, з 2012 року співпрацювала з командою Ninja з розробкою франшизи, починаючи з Dead or Alive 5, включаючи оновлені версії ігор, таких як Dead or Alive Alive 5: Last Round, а також Dead or Alive 6, останній з яких використовує перероблений графічний движок, виготовлений SEGA AM2, спеціально для останньої частини серії. Вони також співпрацювали з екшн-грою Omega Force for Hyrule Warriors, створеною у 2014 році у всесвіті The Legend of Zelda.
У 2013 році після реконструкції Koei Tecmo Team Ninja було розділено на дві окремі команди розробників. Їх називають Ichigaya Development Group 1 (очолювана директором Ninja Gaiden Sigma Йосуке Хаясі) та Ichigaya Development Group 2 (очолювана продюсером Fatal Frame Кейсуке Кікучі).
У 2016 році Team Ninja привернула увагу громадськості після свого рішення не випускати Dead or Alive Xtreme 3 у Північній Америці чи Європі, до чого призвели суперечки в індустрії відеоігор щодо сексуального зображення жіночих персонажів у їхніх іграх. Генеральний директор Sony Interactive Entertainment Шухей Йошида з цього приводу заявив наступне: «Це через культурні відмінності. Захід має своє власне бачення того, як зображати жінок в відеоіграх, що відрізняється від Японії».
У 2017 році Team Ninja випустила свою нову екшн-пригодницьку гру Nioh, котра отримала багато доопрацювань і була у розробці з 2004 року. Вони випустили Marvel Ultimate Alliance 3: The Black Order для Nintendo Switch в 2019 році, а також Dead or Alive 6. Team Ninja випустила приквел до Nioh, Nioh 2, у березні 2020 року.
Збірка ігор серії Ninja Gaiden під назвою Ninja Gaiden: Master Collection вийшла у червні 2021 року. Також Team Ninja розробила гру Stranger of Paradise: Final Fantasy Origin, яка побачила світ у 2022 році.
Станом на 2022 рік Йосуке Хаяші залишив Team Ninja, щоб стати генеральним менеджером розважального підрозділу Koei Tecmo, а його місце президента зайняв Фуміхіко Ясуда. Того ж року було анонсовано гру Wo Long: Fallen Dynasty, продюсерами якої виступили керівник Team Ninja Фуміхіко Ясуда, що очолював розробку Nioh та Nioh 2, а також Масаакі Ямагівa. Ямагівa приєднався до Team Ninja у 2021 році після закриття Japan Studio компанії Sony, де раніше працював продюсером Bloodborne. Гра вийшла у 2023 році. Ще одна спільна робота з Sony — Rise of the Rōnin — побачила світ у 2024 році.
У щорічному інтерв’ю 4Gamer наприкінці 2024 року з японськими розробниками ігор Ясуда зазначив, що 2025 рік стане роком святкування 30-річчя Team NINJA, і висловив сподівання анонсувати та випустити ігри, гідні цієї події. Згодом були анонсовані Ninja Gaiden 4 та Nioh 3, реліз яких заплановано на 21 жовтня 2025 року та початок 2026 року відповідно.

## Суперечки

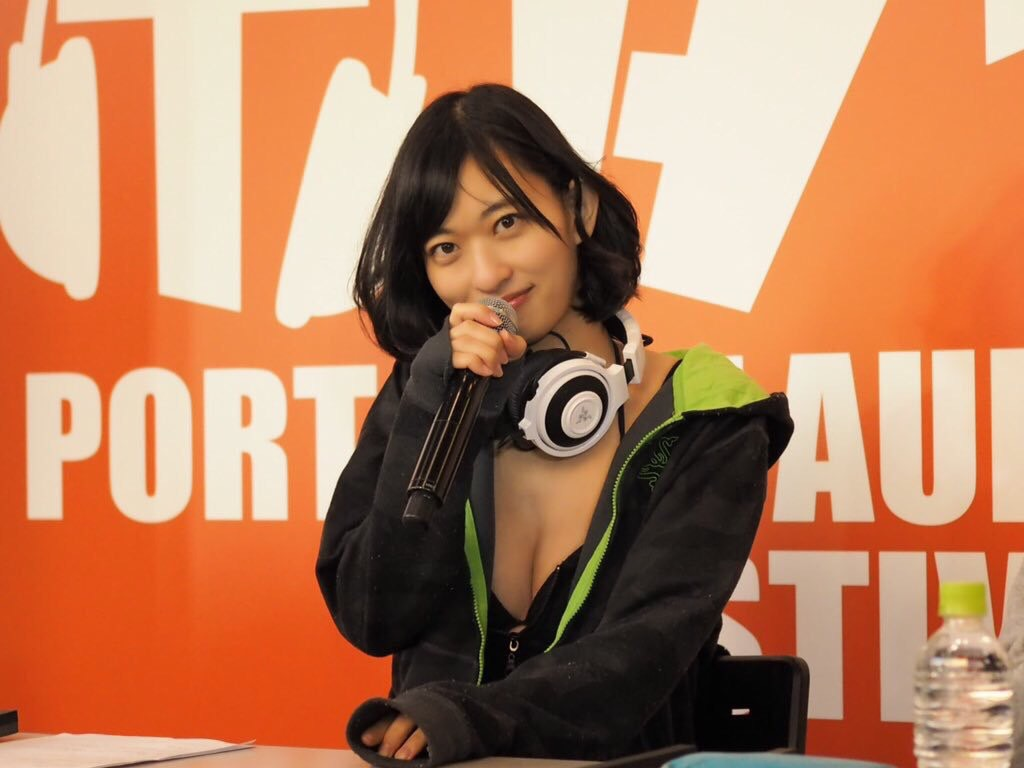
Юка Курамоті, одна з айдолів, присутніх на трансляції Team Ninja під час EVO 2019

### Зображення жінок
Провокаційний стиль Team Ninja, започаткований Ітаґакі,  хоча й часто отримував схвальні відгуки — зокрема, Касумі з Dead or Alive вважається сучасним секс-символом, а MTV UK назвали її однією з найсексуальніших героїнь у відеоіграх, — водночас зазнавав критики за об’єктивізацію жінок.
У 2012 році в інтерв’ю Kotaku Йосуке Хаяші заявив, що Team Ninja «дуже неправильно розуміють» за межами Японії, і що в процесі створення героїнь немає жодних принизливих намірів. «Ми нічого не можемо вдіяти, якщо інші культури в різних країнах світу вважають, що це погане зображення», — сказав Хаяші.
У 2016 році Team Ninja привернула широку увагу, коли ухвалила рішення не випускати Dead or Alive Xtreme 3 у Північній Америці чи Європі, що знову розпалило суперечку в ігровій індустрії щодо сексуалізованого зображення жінок у їхніх іграх.
Шухей Йошида, президент Sony Interactive Entertainment на той час, у своїй заяві щодо Dead or Alive Xtreme 3 зазначив, що в Європі та Північній Америці існують культурні відмінності стосовно того, як зображати жінок у відеоіграх та інших медіа.

### Надмірна жорстокість у Ninja Gaiden II
У 2008 році німецьке рейтингове агентство USK відмовило у класифікації гри Ninja Gaiden II, заборонивши її продаж у Німеччині через надмірну жорстокість. Видавець гри, Microsoft, не мав наміру випускати урізану або змінену версію гри. Це згодом вплинуло на розробку версії для PlayStation 3 під назвою Sigma 2, у якій рівень насильства був помітно знижений. Sigma 2 отримала класифікацію в Німеччині.

### Заборона Dead or Alive: Dimensions у Швеції та Австралії
У 2011 році гра Dead or Alive: Dimensions була заборонена у Швеції, оскільки рейтинговий орган визначив, що персонажі виглядають надто молодими. Через заборону у Швеції австралійський політик Брендан О’Коннор закликав Австралійську класифікаційну раду повторно розглянути гру, у результаті чого її класифікацію було скасовано, а саму гру вилучено з продажу.
Nintendo, видавець гри в Європі, Австралії та Новій Зеландії, заявила, що Dead or Alive: Dimensions не містить неприйнятного контенту, і повторно подала гру на класифікацію. Невдовзі класифікацію було поновлено.

### Закриття трансляції на EVO Japan 2019
У 2019 році навколо Team Ninja виникла суперечка через пряму трансляцію гри Dead or Alive 6 на Evo Japan 2019, у якій брали участь гравюр-айдоли (жінки-моделі, які переважно знімаються для чоловічих журналів). Трансляцію було примусово зупинено організаторами Evolution Championship Series.
Співзасновник і генеральний директор Evolution Championship Series (EVO) Джої Куеллар вибачився, заявивши, що «трансляція не відображає основні цінності EVO» і що її довелося перервати, щоб «захистити репутацію» турніру.
Марк Хуліо, керівник міжнародного бізнесу EVO, пізніше виступив наживо під час турніру з вибаченнями, пояснивши, що контент, показаний партнером EVO, не «відображає зміст і наміри» організаторів кіберспортивної події.
Evo 2020 було скасовано, а Куеллара усунули з посади генерального директора через розголошення інформації про його минулі сексуальні зловживання щодо неповнолітніх.

### Rise of the Rōnin та реліз в Південній Кореї
Згідно з повідомленнями, гра Rise of the Rōnin не вийде в Південній Кореї через те, що Фуміхіко Ясуда порівняв Шоїна Йошіду, суперечливу постать у Південній Кореї, із Сократом.
У заяві для gameindustry.biz компанія Sony офіційно підтвердила, що гра не буде випущена в Південній Кореї, сказавши: «Ми можемо підтвердити, що ця гра не буде продаватися чи видаватися в Південній Кореї в будь-якій формі», але офіційної причини не надали.

## Ігри
| Назва                                       | Рік релізу | Жанр                                  | Платформи                                                              | Примітки |
| ------------------------------------------- | ---------- | ------------------------------------- | ---------------------------------------------------------------------- | --- |
| Dead or Alive                               | 1996       | Файтинг                               | Аркада, Sega Saturn, PlayStation                                       | |
| Dead or Alive 2                             | 1999       | Файтинг                               | Аркада, Dreamcast, PlayStation 2                                       | |
| Dead or Alive 3                             | 2001       | Файтинг                               | Xbox                                                                   | |
| Dead or Alive Xtreme Beach Volleyball       | 2003       | Спортивний симулятор, гра для вечірки | Xbox                                                                   | |
| Ninja Gaiden                                | 2004       | Action-adventure, hack and slash      | Xbox, PlayStation 3, PlayStation Vita                                  | |
| Dead or Alive Ultimate                      | 2004       | Файтинг                               | Xbox                                                                   | Ремейк Dead or Alive та Dead or Alive 2.                                                                                           |
| Dead or Alive 4                             | 2005       | Файтинг                               | Xbox 360                                                               | |
| Dead or Alive Xtreme 2                      | 2006       | Спортивний симулятор, гра для вечірки | Xbox 360                                                               | |
| Ninja Gaiden: Dragon Sword                  | 2008       | Action-adventure, hack and slash      | Nintendo DS                                                            | |
| Ninja Gaiden II                             | 2008       | Action-adventure, hack and slash      | Xbox 360, PlayStation 3, PlayStation Vita                              | Видано Microsoft Game Studios для Xbox 360.                                                                                        |
| Metroid: Other M                            | 2010       | Action-adventure, метроїдванія        | Nintendo Wii                                                           | Спільна розробка з Nintendo SPD, видано Nintendo.                                                                                  |
| Dead or Alive: Dimensions                   | 2011       | Файтинг                               | Nintendo 3DS                                                           | Видано компанією Nintendo для регіонів PAL.                                                                                        |
| Ninja Gaiden 3                              | 2012       | Action-adventure, hack and slash      | PlayStation 3, Xbox 360, Wii U                                         | Видано компанією Nintendo для платформи Wii U.                                                                                     |
| Dead or Alive 5                             | 2012       | Файтинг                               | PlayStation 3, Xbox 360                                                | |
| Dead or Alive 5 Plus                        | 2013       | Файтинг                               | PlayStation Vita                                                       | Портативна версія Dead or Alive 5                                                                                                  |
| Dead or Alive 5 Ultimate                    | 2013       | Файтинг                               | PlayStation 3, Xbox 360                                                | Вдосконалена версія Dead or Alive 5, додає нових персонажів та сцени.                                                              |
| Yaiba: Ninja Gaiden Z                       | 2014       | Action-adventure, hack and slash      | PlayStation 3, Xbox 360, Microsoft Windows                             | Спільна розробка Spark Unlimited та Comcept.                                                                                       |
| Hyrule Warriors                             | 2014       | Бойовик, hack and slash               | Wii U, Nintendo 3DS, Nintendo Switch                                   | Спільна розробка з Omega Force |
| Dead or Alive 5 Last Round                  | 2015       | Файтинг                               | Microsoft Windows, PlayStation 3, PlayStation 4, Xbox 360, Xbox One    | Вдосконалена версія Dead or Alive 5 Ultimate, додає нових персонажів та сцени.                                                     |
| Dissidia Final Fantasy NT                   | 2015       | Файтинг                               | Аркада, PlayStation 4                                                  | Видано компанією Square Enix. |
| Dead or Alive Xtreme 3                      | 2016       | Спортивний симулятор, гра для вечірки | PlayStation 4, PlayStation Vita                                        | Випущено лише в Азії |
| Nioh                                        | 2017       | Рольовий бойовик                      | PlayStation 4, Microsoft Windows, PlayStation 5                        | Початково базувалась на сценарії Куросава Акіра; За межами Японії версію для PlayStation випустила Sony Interactive Entertainment. |
| Dead or Alive Xtreme Venus Vacation         | 2017       | Спортивний симулятор, гра для вечірки | Microsoft Windows, macOS                                               | Версію для Steam видано лище в деяких регіонах Азії. Версію для DMM GAMES видано лише в Японії.                                    |
| Dissidia Final Fantasy: Opera Omnia         | 2017       | Рольовий бойовик                      | Android, iOS                                                           | Published by Square Enix. |
| Fire Emblem Warriors                        | 2017       | Бойовик, hack and slash               | Nintendo Switch, New Nintendo 3DS                                      | Спільна розробка з Omega Force. |
| Dead or Alive 6                             | 2019       | Файтинг                               | PlayStation 4, Xbox One, Microsoft Windows                             | |
| Dead or Alive Xtreme 3 Scarlet              | 2019       | Спортивний симулятор, гра для вечірки | PlayStation 4, Nintendo Switch                                         | Видано лише в Азії. |
| Marvel Ultimate Alliance 3: The Black Order | 2019       | Бойовик                               | Nintendo Switch                                                        | Видано компанієюNintendo. |
| Nioh 2                                      | 2020       | Рольовий бойовик                      | PlayStation 4, Microsoft Windows, PlayStation 5                        | За межами Японії версію для PlayStation випустила Sony Interactive Entertainment.                                                  |
| Wo Long: Fallen Dynasty                     | 2023       | Рольовий бойовик Слешер               | PlayStation 4, PlayStation 5, Microsoft Windows, Xbox One, Xbox Series | |
| Rise of the Rōnin                           | 2024       | Рольовий бойовик                      | PlayStation 5                                                          | |
| Ninja Gaiden 2 Black                        | 2025       | Пригодницький бойовик, hack and slash | Microsoft Windows, PlayStation 5, Xbox Series X/S                      | Ремастер Ninja Gaiden II на Unreal Engine 5.                                                                                       |
| Venus Vacation Prism: Dead or Alive Xtreme  | 2025       | Романтична гра, пригодницький бойовик | Microsoft Windows, PlayStation 4, PlayStation 5                        | Випущено лише в Азії. |
| Ninja Gaiden 4                              | 2025       | Пригодницький бойовик, hack and slash | Microsoft Windows, PlayStation 5, Xbox Series X/S                      | Розроблено спільно з PlatinumGames. Видано Xbox Game Studios.                                                                      |
| Nioh 3                                      | 2026       | Рольовий бойовик, відкритий світ      | PlayStation 5, Microsoft Windows                                       | |

### Скасовані ігри
- Dead or Alive: Code Chronos[en] — приквел до серії Dead or Alive, який збирався зосередитись на передісторіях Касумі та Аяне, і, як повідомляється, не збирався бути файтингом. Гру було скасовано у листопаді 2010 року.[48]
- Project Progressive — проєкт, який спочатку планували для Xbox, але згодом його розробку перенесли на Xbox 360. Був скасований у листопаді 2010 року.[48]
- Ninja Gaiden 3DS — проект Nintendo 3DS, анонсований Team Ninja в 2011 році.[49] Пізніше його було тихо скасовано.[50]